# NBA Skills Challenge
Lo Skills Challenge è una competizione di abilità inaugurata in occasione dell'NBA All-Star Weekend 2003. 
La gara consiste nell'affrontare un percorso in cui vanno utilizzate le abilità nei cosiddetti fondamentali del gioco: tiri a canestro, passaggi verso bersagli fissi e abilità nel palleggio in slalom fra alcuni ostacoli.
Inizialmente la gara era affrontata da un giocatore alla volta e la vittoria veniva attribuita a chi impiegava il minor tempo a completare il percorso. Nelle ultime edizioni invece il percorso viene affrontato da due giocatori per volta, il giocatore che termina per primo vince la manche e approda alla successiva, eliminando il diretto concorrente; i giocatori vengono divisi in due batterie: quella dei Big (ali grandi o centri) e quella degli Smalls (playmaker e guardie), i vincitori di ogni batteria (quarti e semifinale) approdano alla finale.
Nelle passate edizioni questo tipo di sfida era riservata ai giocatori detti "piccoli", cioè guardie e playmaker; oggi invece la competizione è aperta anche ai "lunghi" (ali grandi e centri) perché nel basket moderno vengono apprezzate e ricercate abilità nel palleggio, precisione nel tiro e nel passaggio e rapidità anche nei giocatori che ricoprono questi ruoli.

## Albo d'oro
- 2003  Jason Kidd, New Jersey Nets
- 2004  Baron Davis, Golden State Warriors
- 2005  Steve Nash, Phoenix Suns
- 2006  Dwyane Wade, Miami Heat
- 2007  Dwyane Wade, Miami Heat
- 2008  Deron Williams, Utah Jazz
- 2009  Derrick Rose, Chicago Bulls
- 2010  Steve Nash, Phoenix Suns
- 2011  Stephen Curry, Golden State Warriors
- 2012  Tony Parker, San Antonio Spurs
- 2013  Damian Lillard, Portland Trail Blazers
- 2014  Trey Burke, Utah Jazz e Damian Lillard, Portland Trail Blazers
- 2015  Patrick Beverley, Houston Rockets
- 2016  Karl-Anthony Towns, Minnesota Timberwolves
- 2017  Kristaps Porziņģis, New York Knicks
- 2018  Spencer Dinwiddie, Brooklyn Nets
- 2019  Jayson Tatum, Boston Celtics
- 2020  Bam Adebayo, Miami Heat
- 2021  Domantas Sabonis, Indiana Pacers
- 2022  Darius Garland,  Evan Mobley e  Jarrett Allen, Cleveland Cavaliers
- 2023  Jordan Clarkson,  Walker Kessler e  Collin Sexton, Utah Jazz
- 2024  Tyrese Haliburton,  Myles Turner e  Bennedict Mathurin, Indiana Pacers
- 2025  Donovan Mitchell e  Evan Mobley, Cleveland Cavaliers